# Bellingham Bay
Die Bellingham Bay ist eine Bucht in der Salish Sea im US-Bundesstaat Washington. Sie ist im Westen durch die Lummi Peninsula, Portage Island und Lummi Island von der Strait of Georgia getrennt. Im Osten wird sie durch Bellingham begrenzt, im Südosten durch die Chuckanut Mountains und im Süden durch die Samish Bay. Der Nooksack River mündet ebenso wie der Whatcom Creek in die Bucht.
Die Bellingham Bay ist nach Sir William Bellingham benannt, der Controller der Lagerhaltung der Royal Navy zur Zeit des Besuchs der Vancouver Expedition im Juni 1792 war. Der erste Besuch von Europäern ereignete sich während der Expedition von Francisco de Eliza 1791 durch den spanischen Schoner Santa Saturnina unter José María Narváez. Narváez nannte die Bucht Seno Gaston.

## Wirtschaft
Die Stadt Bellingham veranstaltet einen Lauf- und Geh-Marathon an der Bellingham Bay. Es gibt drei „Marathon“strecken zur Auswahl, einen (echten) Marathon, einen Halb-Marathon, einen 10-Kilometer- und/oder einen 5-Kilometer-Lauf. Der Bellingham Bay Marathon (BBM) ist ein Qualifizierungslauf für den Boston-Marathon. Außerdem sind alle BBM-Strecken durch die USATF, den nationalen Verband für derartige Sportarten, zertifiziert. Der Bellingham Bay Marathon wurde 2003 vom Bellingham Bay Swim Team begründet. Zusätzlich kommen sämtliche Startgelder gemeinnützigen Jugendorganisationen im Whatcom County zugute.

## Sanierung der Bucht
1996 kamen Vertreter von Bundes-, Bundesstaats-, Stammes- und Gemeinderegierung zusammen, um das Bellingham Bay Demonstration Pilot Team zu bilden. Die Mission des Pilotprojekts war die Entwicklung eines Plans, Kontaminationen zu beseitigen, Verschmutzungsquellen zu kontrollieren und Lebensräume an der Bucht zu restaurieren. Außerdem wurden die Land- und Wassernutzungen an den Sanierungsorten rund um die Bucht einbezogen. Das Pilot-Team wird vom Department of Ecology and Port in Bellingham als leitende Behörde des Pilotprojekts unterstützt. Das Pilot-Team arbeitet die Zukunfts-Strategie für 12 prioritäre Standorte rund um die Bucht aus. Anfang 2013 überarbeitete das Ecology Department außerdem seine Sediment-Management-Standards, um einen neuen Rahmen für die Identifikation und Beseitigung kontaminierter Sedimente zu schaffen.